# Bishrampur (Rautahat)
Bishrampur (nep. बिश्रामपुर) – gaun wikas samiti w środkowej części Nepalu  w strefie Narajani w dystrykcie Rautahat. Według nepalskiego spisu powszechnego z 2001 roku liczył on 1397 gospodarstw domowych i 8847 mieszkańców (4290 kobiet i 4557 mężczyzn).